# روز جهانی پناهجویان

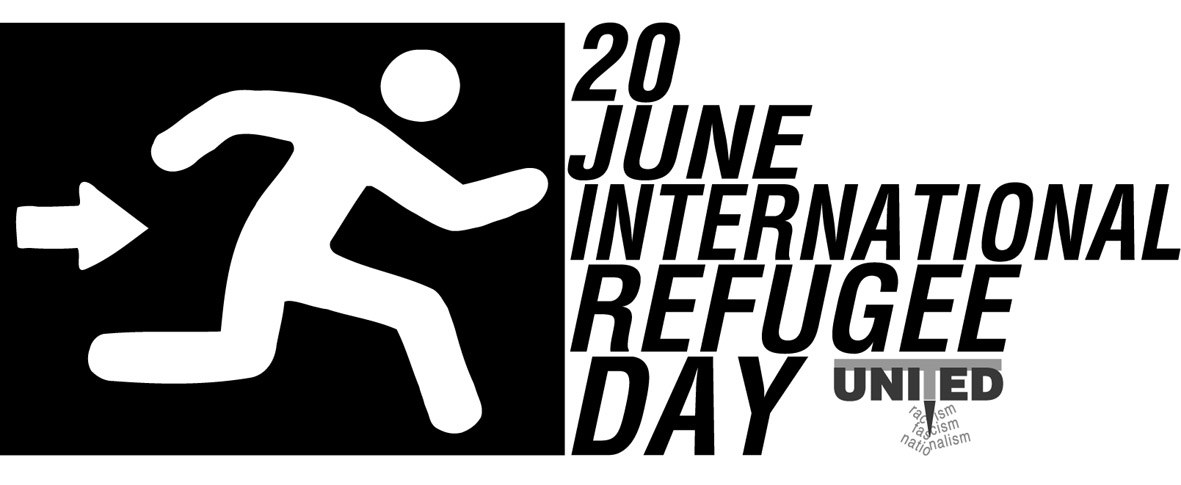
لوگو کارزار روز بین‌‌المللی پناهندگان

روزِ جهانیِ پناهجویان یا روزِ جهانیِ پناهندگان یادروزِ سراسری و جهانیِ پناهجویان و رصدِ وضعیتِ آنان در سراسرِ جهان برای آگاهی‌رسانی و بهبودِ وضعیتِ آنان است.

## تاریخچه
در چهارمِ دسامبر سالِ ۲۰۰۰ میلادی و در مجمع عمومی سازمان ملل متحد، درج‌شده در قطعنامهٔ ۵۵/۷۶ تصمیم برآن شد که از سال ۲۰۰۱، روز بیستمِ ژوئنِ هرسال را به‌عنوانِ روزِ جهانیِ پناهندگان برگزار می‌کنند.